# Stephen King (schrijver)
Stephen Edwin King (Portland, Maine, 21 september 1947) is een Amerikaans schrijver van onder meer horror- en sciencefictionverhalen en thrillers. Zijn boeken komen voor op lijsten van bestverkochte boeken, zowel van fictie als non-fictie.
De verhalen van King gaan vaak over onopvallende personages die worden ondergedompeld in toenemend beangstigende situaties. Hij schrijft ook meer literair werk, zoals The Body, later verfilmd als Stand by me, maar ook Rita Hayworth and Shawshank Redemption en The Green Mile, later bekend geworden als films onder de titels The Shawshank Redemption en The Green Mile. Ook The Stand werd na de uitgave van de onverkorte versie verfilmd tot een miniserie (met Gary Sinise en Molly Ringwald in de hoofdrollen).

## Biografie
King werd geboren op 21 september 1947 als zoon van Donald en Nellie Ruth Pillsbury-King. Toen hij nog jong was, verliet zijn vader hen en Nellie voedde Stephen en zijn oudere broer David zelf verder op, soms onder beroerde financiële omstandigheden. Het gezin verhuisde naar Durham (Maine) maar bracht ook kortere periodes door in Fort Wayne en Stratford (Connecticut). Opvallend is overigens dat veel van zijn boeken zich afspelen in de staat Maine.
King begon al vroeg met schrijven. Toen hij ongeveer dertien jaar oud was, vond hij een doos met oude boeken van zijn vader in het huis van zijn tante, meest horror en sciencefiction. Hij was direct verslingerd aan deze genres.
Van 1966 tot 1970 studeerde King Engels aan de universiteit van Maine. Daar schreef hij een column in de schoolkrant getiteld King's Garbage Truck. Op de universiteit ontmoette hij ook Tabitha Spruce, met wie hij in 1971 trouwde. King had allerlei baantjes om zijn studie te kunnen betalen.
Na zijn hogere studies te hebben afgesloten met de titel Bachelor of Science in English en het certificaat om op middelbare scholen les te mogen geven, nam hij een baan als leraar Engels op een school in Hampden (Maine). Gedurende deze tijd woonden hij en zijn gezin in een camper. Het was soms moeilijk de eindjes aan elkaar te knopen, en het geld dat verdiend werd met korte verhalen die gepubliceerd werden in tijdschriften voor mannen kwam zeer van pas. King kreeg ook een drankprobleem waar hij meer dan 10 jaar mee heeft geworsteld.
Tijdens deze periode begon King met een aantal verhalen. Een daarvan ging over een jong meisje met bovennatuurlijke krachten. Omdat het verhaal hem frustreerde, gooide King het weg. Later kwam hij erachter dat Tabitha het verhaal had gevonden en uit de vuilnisbak had gehaald, ze haalde hem over om het af te maken onder de naam Carrie. Hij stuurde het verhaal naar een vriend bij een uitgeverij en vergat het toen min of meer. Enige tijd later ontving hij een voorschot van $2500 en werd de roman gepubliceerd. Jaren later zouden de publicatierechten verkocht worden voor $400.000.
In On Writing, een boekje over hoe te schrijven, geeft King toe dat hij tegen die tijd constant dronken was. Hij verklaart ook dat Jack Torrance, de alcoholistische vader uit The Shining, grotendeels op zichzelf gebaseerd is hoewel hij dat jarenlang niet heeft toegegeven.
Kort na de publicatie van The Tommyknockers grepen zijn familie en vrienden in door zijn vuilnis op het vloerkleed voor hem te dumpen om hem te confronteren met zijn verslavingen: bierblikjes, sigarettenpeuken, cocaïne, valium, Xanax enzovoort. Hij ging hulp zoeken, en stopte met drinken in de tweede helft van de jaren tachtig.
Het zal fans van King zijn opgevallen dat de relatieve rijkdom van zijn personages gelijke tred heeft gehouden met zijn eigen financiële situatie: de personages uit zijn eerste boeken zijn mensen met een minimuminkomen die proberen elke cent uit te rekken, daarna volgen personages die tot de middenklasse gerekend kunnen worden zoals leraren en schrijvers, gevolgd door personages die gemakkelijk een tweede huis kunnen betalen. Dit heeft geen gevolgen gehad voor zijn populariteit.

### Auto-ongeluk
In de zomer van 1999 werd King het slachtoffer van een ongeluk; hij werd aangereden terwijl hij over een heuvel liep en hij werd meer dan vier meter in de lucht geslingerd. Bij het neerkomen miste hij wonderbaarlijk genoeg de zijkant van de auto en een stapel rotsblokken. Tijdens het vervoer naar het ziekenhuis kreeg hij een klaplong. Daarnaast had hij zijn rechterbeen (op meerdere plaatsen) alsmede zijn rechterheup en vier ribben gebroken. Zijn knie was doormidden en hij had ook beschadigingen aan zijn ruggengraat. De bestuurder van de auto, Bryan Edwin Smith, werd veroordeeld tot zes maanden voorwaardelijke gevangenisstraf en intrekking van zijn rijbewijs voor de periode van één jaar. Hij verklaarde dat hij was afgeleid door zijn hond.
King werd na drie weken ontslagen uit het ziekenhuis, maar onderging daarna nog zo'n zes operaties en fysiotherapie. Hij ging door met schrijven, maar kon niet meer dan 40 minuten zitten omdat de pijn dan ondraaglijk werd. Riding the Bullet (Nederlandse vertaling: Achtbaan) is het eerste boek dat hij na zijn ongeluk schreef. Het is ook het eerste dat hij als e-boek publiceerde. Tot op heden is dit het populairste e-boek ooit verschenen. King heeft het auto-ongeluk ook verwerkt in zijn magnum opus De Donkere Toren en in de miniserie Kingdom Hospital.
King liet de auto van Smith door zijn advocaat opkopen, naar eigen zeggen om te voorkomen dat de wagen op eBay zou belanden.

### Vermeend pensioen
In januari 2002 zou King gezegd hebben dat hij zou stoppen met schrijven nadat hij de lopende projecten had afgewerkt. Later gaf hij aan dat de journalist met wie hij had gesproken, meer aangenomen had dan hij in werkelijkheid had gezegd. Hij heeft wel gas teruggenomen, maar gestopt is hij niet.

### Privé
King woont in Bangor met zijn vrouw Tabitha, die ook schrijver is. Ze kregen drie kinderen; dochter Naomi King (1970), zoon Joe Hill (1972) en zoon Owen King (1977). Hun beide zonen werden ook schrijver.
| - Carrie - Bezeten stad - De Shining - Razernij (geschreven onder pseudoniem Richard Bachman) - De beproeving - Dodelijk dilemma - De marathon (geschreven onder pseudoniem Richard Bachman) - Ogen van vuur - Cujo - Werk in uitvoering (geschreven onder pseudoniem Richard Bachman) - Vlucht naar de top (geschreven onder pseudoniem Richard Bachman) - Christine - Silver Bullet - Ogen van de Draak - De vervloeking (geschreven onder pseudoniem Richard Bachman) - Het - De Gloed - De engelieren - Mijl 81 - Misery - De Noodzaak - De spelbreker - Het meisje dat hield van Tom Gordon - Duma - Insomnia - De groene mijl - Mobiel - De Donkere Toren - Gevangen - Dreamcatcher - 22-11-1963 - Dr. Sleep - Mr. Mercedes - De eerlijke vinder - Wisseling van de wacht - Het Instituut - Als het bloedt - Dolores Claiborne - Later - Billy Summers - Dolan's Cadillac - Vrees niet - Knightriders (1981) - hoagie-verkoper - Creepshow (1982) - Jordy Verrill (segment 'The Lonesome Death of Jordy Verrill') - Maximum Overdrive (1986) - man bij betaalpunt (niet op aftiteling) - Creepshow 2 (1987) - vrachtwagenchauffeur (segment 'The Hitchhiker') - Pet Sematary (1989) - dominee bij begrafenis - Golden Years (televisieserie, 1991) - buschauffeur - Sleepwalkers (1992) - begraafplaatsmedewerker - The Stand (miniserie, 1994) - Teddy Weizak - Thinner (1996) - Dr. Bangor - The Shining (miniserie, 1997) - Gage Creed - Storm of the Century (miniserie, 1999) - advocaat in advertentie/verslaggever op kapotte tv (niet op aftiteling) - Frasier (televisieserie, 1993-2004) - Brian (afl., Mary Christmas, 2000, stem) - Rose Red (miniserie, 2002) - pizzabezorger - Gotham Café (2005) - Mr. Ring - Under the Dome (2014) - man in café - Sons of Anarchy - Bachman - It Chapter Two (2019) - verkoper - Creepshow (1982) - Tales from the Darkside (1984+1987) − tv-serie - Cat's Eye (1985) - Silver Bullet (1985) - Maximum Overdrive (1986) − ook regie - Pet Sematary (1989) - Golden Years (1991) − tv-serie, ook ontwikkelaar - Sleepwalkers (1992) - The Stand (1994) − miniserie - The Langoliers (1995) − miniserie - The Shining (1997) − miniserie - Storm of the Century (1999) − miniserie - Rose Red (2002) − miniserie - Kingdom Hospital (2004) − tv-serie - Nightmares & Dreamscapes: From the Stories of Stephen King (2006) − miniserie - Children of the Corn (2009) - A Good Marriage (2014) - Cell (2016) - Later (2021) |

## Trivia
- In 2003 werd King geëerd met de "Lifetime Achievement Award".
- King heeft ook zeven boeken geschreven onder het pseudoniem Richard Bachman. King regelde een nepbegrafenis voor Bachman nadat het pseudoniem publiek was geworden, wat inspiratie opleverde voor het boek The Dark Half waarin een schrijver de begrafenis van zijn horror auteurspseudoniem regelt na de publicatie van een "serieus" verhaal, om daarna te ontdekken dat zijn alter ego zich niet zo gemakkelijk laat begraven.
- Veel personages in Kings boeken, zowel protagonisten als antagonisten, zijn eveneens schrijver.
- Hoewel King zelf methodistisch is opgevoed (zijn vrouw Tabitha is overigens katholiek) zijn zeer veel protestantse personages in zijn boeken antagonisten, geloofsfanatiekelingen of hypocrieten die het geloof voor persoonlijk gewin aanwenden.
- King speelt gitaar in de band Rock Bottom Remainders, samen met Dave Barry, Ridley Pearson, Scott Turow, Amy Tan, James McBride, Mitch Albom, Roy Blount Jr., Matt Groening, Kathi Kamen Goldmark, en Greg Iles.
- King is ook reeds lange tijd fan van de Boston Red Sox en naar verluidt ook van Harry Potter.
- Nadat Scott Snyder hem gemaild had met de vraag zijn verhaal voor zijn nog uit te brengen strip American Vampire te lezen vroeg King Snyder of hij een verhaal mocht schrijven voor een van de hoofdpersonages in de strip. Snyder ging hiermee akkoord.
- King laat personages uit verschillende door hem geschreven boeken vaak samenkomen. De Donkere Toren-serie is hier een voorbeeld van.
- Tijdens een gesprek in de zomer van 2016 met George R.R. Martin vertelde King dat hij zichzelf verplicht om elke dag minstens 6 pagina's te schrijven[1].